# ノールト＝ベーフェラント
ノールト＝ベーフェラント（北ベーフェラント、オランダ語: Noord-Beveland [ˈnoːrd ˈbeːvəlɑnt] ( 音声ファイル)）は、オランダ南西部にある基礎自治体（ヘメーンテ）、およびかつてその地域に存在した島。後者は現在、ワルヘレンおよび南北ベーフェラント半島の一部となっている。北は東スヘルデ川、南はフェーレ湖（もとは海峡だったが、湖になった）とザントクレークに隣接する。デルタ計画の一環として、ワルヘレンや南ベーフェラントとの間に堤防が設置されている。

## 地区
- コレインスプラート (Colijnsplaat)
- ヘールスデイク (Geersdijk)
- カンペルラント (Kamperland)
- カッツ (Kats)
- コルトヘーネ (Kortgene)
- ウィッセンケルケ (Wissenkerke)

ノールト＝ベーフェラントという村は存在しない。
2013年に作製されたノールト＝ベーフェラント市の地図

### ガヌエンタ
古代ローマの時代、現在のコレインスプラート村の北の東スヘルデ川に水没している地点にガヌエンタの町があった。ガヌエンタは交易の重要な中心地で、近くにはこの地域で崇拝された海神ネヘレニアをまつる寺院があった。2005年8月、この寺院の模造品がコレインスプラートで正式に公開された。